# Черно белият албум
Черно белият албум е петнадесетият подред албум на българската рок група Сигнал. Състои се от две части – Белият албум (CD 1) и Черният албум (CD 2).

## Списък на песните
CD 1
1. Интро
2. Не забравяй
3. Не искам
4. Вопъл и екстаз
5. Обсеби ме
6. Струва ли
7. Без пътеки
8. Неродена
9. Изповед
10. И тази нощ

CD 2
1. Интро
2. Ангелски лица
3. Ненужен
4. Двама
5. Не се доближавай
6. Жажда
7. Кой си ти
8. Страх
9. Маршът на империята (инструментал)
10. Любов